# Poa denticulata
Poa denticulata là một loài cỏ trong họ hòa thảo, thuộc chi poa.